# Augustus Loftus
Pour les articles homonymes, voir Loftus.
Augustus William Frederick Spencer Loftus (4 octobre 1817 - 7 mars 1904, Surrey) est le 4e fils de John Loftus (2e marquis d'Ely). Il épouse Emma Maria Greville, qui a donné son nom à la ville d'Emmaville, en Nouvelle-Galles du Sud en 1882. 
Il occupe de nombreux postes diplomatiques, notamment en tant qu'ambassadeur britannique en Prusse et en Autriche dans les années 1850 et 1860, puis comme seizième gouverneur de Nouvelle-Galles du Sud du 4 août 1879 au 10 novembre 1885.